# Bulbophyllum pilosum
Bulbophyllum pilosum là một loài phong lan thuộc chi Bulbophyllum.